# Geitost

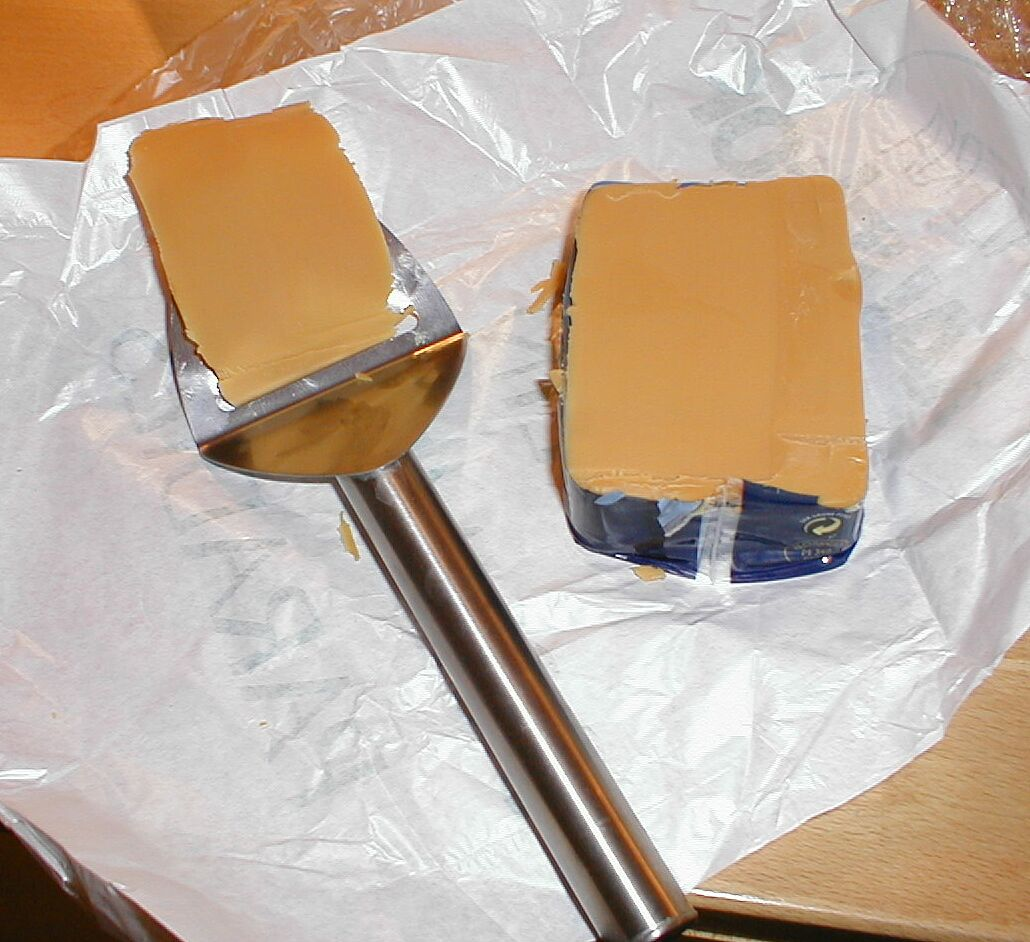
Queso Geitost con rebanador de queso de mango largo.

El Geitost es un queso tradicional de la cocina noruega. El nombre de este queso se compone de las palabras geit y ost, que en noruego significan 'cabra' y 'queso' respectivamente, indicando de esta forma que el ingrediente principal de este queso es el suero de la leche de cabra. La otra denominación de este queso, brunost, significa 'queso marrón', mientras que el tipo específico gudbrandsdalsost significa 'queso de Gudbrandsdal'.

## Características principales
La principal característica de este queso es que posee un intenso sabor dulce, con tonalidades que varían entre un sabor acaramelado y amargo debido a la leche de la cabra. El sabor de este queso es mejor cuando se come fresco y sobre todo cuando se corta finamente (a veces mediante la ayuda de un rebanador de queso) y es especialmente rico cuando se sirve con un café. Es un ingrediente a tener en cuenta en los sándwiches servidos durante el desayuno o la comida.